# Рейнджер-9
Рейнджер-9 — американський безпілотний космічний апарат, призначений для передачі зображень місячної поверхні з високою роздільною здатністю впродовж останніх хвилин польоту до зіткнення з поверхнею.
Четвертий із чотирьох апаратів блоку 3.

## Опис
Апарати блоку 3 висотою 3,6 м мали шестикутну базу діаметром 1,5 м. До бази кріпилися рушійна установка, джерело живлення, башта у формі зрізаного конуса використовувалася для розміщення 6 телекамер. На вершині башти розташовувалася циліндрична частково ненаправлена антена. Спрямована антена з високим коефіцієнтом підсилення, що розкривалася в польоті, була прикріплена знизу до бази.
Дві панелі сонячних батарей довжиною шириною 73,9 см і довжиною 153,7 см загальним розмахом 4,6 м, що розкривалися в польоті, опозитно кріпилися знизу до бази.
Корекція траєкторії польоту здійснювалась однокомпонентним двигуном тягою 224 Н.
Орієнтацію у трьох площинах забезпечували 12 газових мікродвигунів, 3 гіроскопи, 4 головні і 2 додаткові сонячні й 1 земний сенсори,
Живлення забезпечували 9792 сонячні елементи у двох панелях загальною площею 2,3 м³, потужністю 200 Вт. Дві срібноцинкові акумуляторні батареї місткістю 1,2 кВт·год з номінальною напругою 26,5 В забезпечувала окрему роботу системи зв'язку або телевізійних камер впродовж 9 годин. Дві срібноцинкові акумуляторні батареї місткістю 1 кВт·год використовувалися для живлення інших систем апарата.
Апарат мав 6 телевізійних камер.
Система зв'язку:
- параболічна спрямована антена з високим коефіцієнтом підсилення,
- циліндрична частково ненаправлена антена з низьким коефіцієнтом підсилення,
- передавачі:

- телевізійний потужністю 60 Вт з частотою 959,52 МГц;
- телевізійний потужністю 60 Вт з частотою 960,05 МГц;
- потужністю 3 Вт з частотою 960,58 МГц.

Обладнання перетворювало відеосигнал у радіохвилі і передавало за допомогою антени з високим коефіцієнтом підсилення.

## Політ
Рейнджер-9 було успішно запущено 21 березня 1965, о 21:37 UTC, на низьку опорну орбіту висотою 185 км. Розгінний блок увімкнув двигун на 90 секунд і вивів апарат на траєкторію зіткнення з Місяцем. Через 70 хвилин після запуску Рейнджер-9 відокремився від Аджени і розкрив панелі сонячних батарей, увімкнув систему орієнтації і почав передачу даних параболічною спрямованою антеною з високим коефіцієнтом підсилення замість циліндричної частково ненаправленої антени з низьким коефіцієнтом підсилення
Точність виведення апарата дозволила перенести корекцію орбіти з 22 на 23 березня.
23 березня 1965, о 12:03 UTC, Рейнджер-9 почав корекцію орбіти. Після орієнтації, о 12:30 UTC, двигун увімкнувся на 31 секунду. О 13:30 UTC апарат закінчив маневр і змінив орієнтацію.
24 березня 1965, о 13:31 UTC, Рейнджер-9 зорієнтував камери у напрямку руху траєкторією зіткнення для збільшення чіткості зображення.
О 13:49:41 UTC, на висоті 2363 км від поверхні Місяця телекамера почала передачу зображень. Упродовж 19 хвилин було надіслано 5 814 якісних контрастних знімків. Останній знімок, отриманий до зіткнення, мав роздільну здатність 0,3 м.
24 березня 1965, о 14:08:19.994 UTC, після 64,5 годин польоту на швидкості 2,67 км/с апарат зіткнувся з поверхнею Місяця у кратері Альфонс 12°50′ пд. ш. 2°22′ зх. д. / 12.83° пд. ш. 2.37° зх. д., що було виявлено під час польоту Lunar Reconnaissance Orbiter.